# Минтрахинг
Минтрахинг (њем. Mintraching) општина је у њемачкој савезној држави Баварска. Једно је од 41 општинског средишта округа Регенсбург. Према процјени из 2010. у општини је живјело 4.761 становника. Посједује регионалну шифру (AGS) 9375170.

## Географски и демографски подаци
Минтрахинг се налази у савезној држави Баварска у округу Регенсбург. Општина се налази на надморској висини од 335 метара. Површина општине износи 53,9 km². У самом мјесту је, према процјени из 2010. године, живјело 4.761 становника. Просјечна густина становништва износи 88 становника/km².